# Khamis Esmaeel
Khamis Esmaeel Zayed (ur. 16 sierpnia 1989 w Ras al-Chajma) – emiracki piłkarz występujący na pozycji pomocnika w drużynie Al-Wasl.

## Kariera piłkarska
Esmaeel jest wychowankiem klubu Emirates, w którym zadebiutował w sezonie 2006/2007 w rozgrywkach UAE Arabian Gulf League. Zimą 2011 roku zmienił klub na Al-Jazira, z którym już w pierwszym sezonie świętował mistrzostwo kraju. W 2012 roku znalazł się w kadrze na Igrzyska Olimpijskie w Londynie na których wystąpił we wszystkich trzech spotkaniach. W tym samym roku zadebiutował w pierwszej reprezentacji w meczu towarzyskim przeciwko Japonii. W 2015 roku pojechał z kadrą na Puchar Azji w którym kadra ZEA zajęła trzecie miejsce. W trakcie sezonu 2015/2016 został piłkarzem Al-Ahli Dubaj za kwotę 8,7 milionów dolarów. Po zakończeniu sezonu 2016/2017 klub Al-Ahli został połączony z klubem Ash-Shabab Dubaj w wyniku czego powstał nowy klub Shabab Al-Ahli, którego Esmaeel został piłkarzem. Po zaledwie jednym sezonie w nowych barwach zdecydował się odejść do Al-Wasl. W 2019 roku otrzymał kolejne powołanie na Puchar Azji. W meczu 1/8 finału przeciwko Kirgistanowi zdobył swoją pierwszą bramkę w kadrze.